# John Mackey (Geschäftsmann)

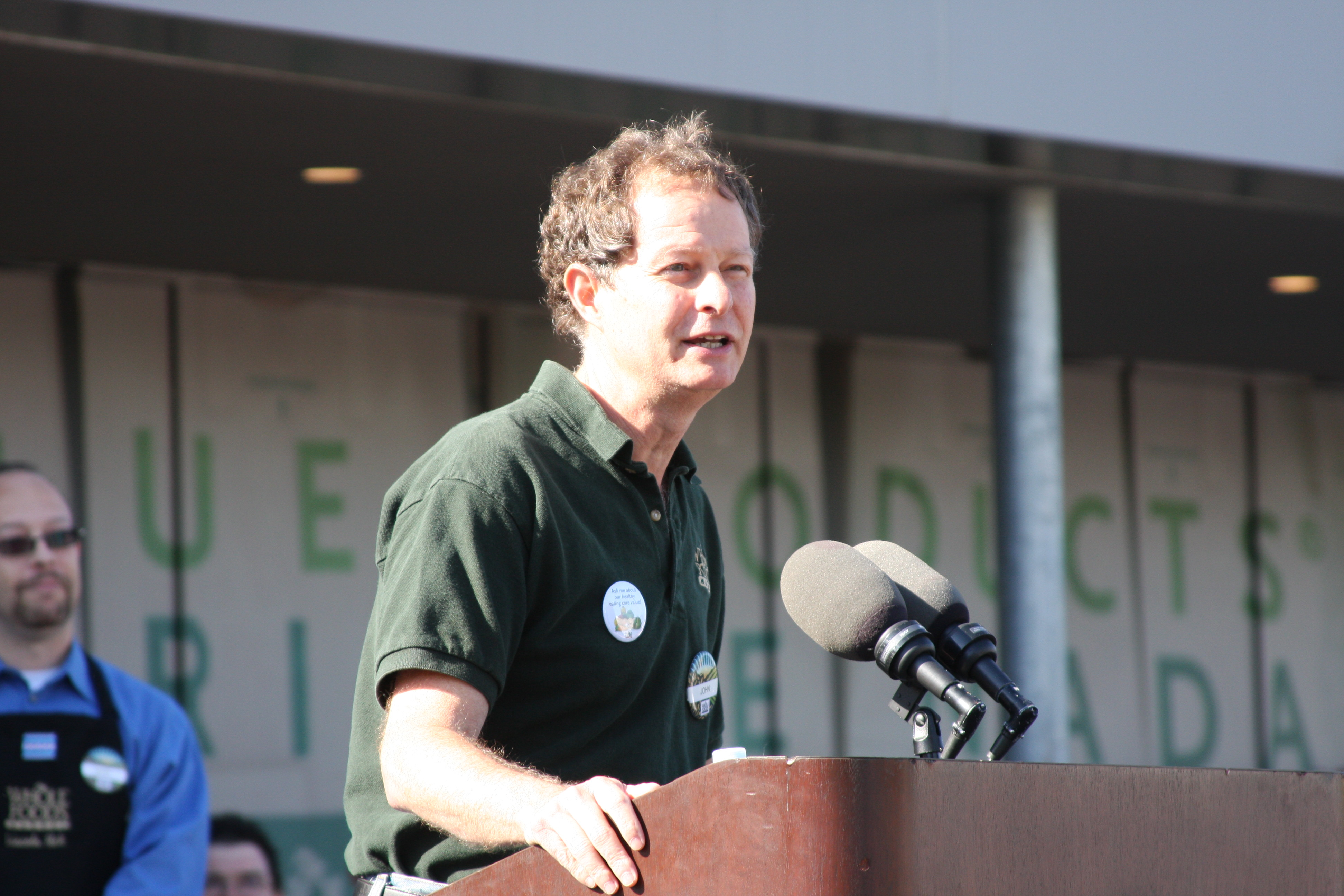
John Mackey, 2009

John Mackey (* 15. August 1953) ist ein US-amerikanischer Geschäftsmann und Mitgründer von Whole Foods Market.

## Werdegang
John Mackey studierte mehrere Semester Philosophie und Religion und arbeitete nebenbei in einer vegetarischen Konsumgenossenschaft. 1978 gründete er zusammen mit seiner damaligen Lebenspartnerin einen vegetarischen Supermarkt, SaferWay, aus dem zwei Jahre später durch einen Zusammenschluss Whole Foods Market entstand.